# Palazzo del Gran Maestro
Il Palazzo del Gran Maestro (Il-Palazz tal-Granmastru in maltese) è un edificio che si trova nella città di La Valletta a Malta. È attualmente la sede del Presidente della Repubblica di Malta. Parte del palazzo è un museo aperto al pubblico.

## Storia
Voluto dal Gran Maestro Pietro del Monte, i lavori del palazzo iniziarono nel 1571 ad opera di Girolamo Cassaro, che lo edificò in modo piuttosto austero, senza eccessive decorazioni. Solo in seguito infatti vennero aggiunte le balconate d'angolo e il secondo portone d'accesso.
L'edificio ha ospitato anche il Parlamento di Malta dal 1923 al 2015.

## Descrizione

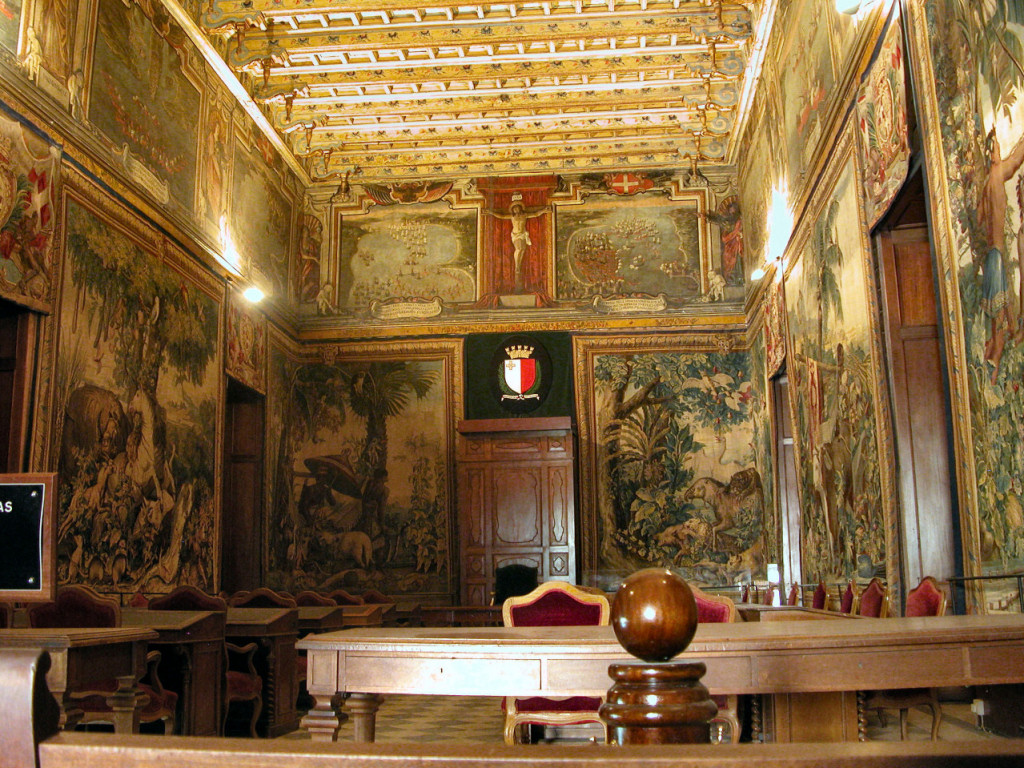
La Stanza degli arazzi

Di notevole impatto è la Stanza degli arazzi, decorata con dieci arazzi raffiguranti il nuovo mondo, realizzati da Gobelin da Le Blondel sulla base di alcuni disegni in possesso di Luigi XIV. La stanza veniva utilizzata in passato come sede dell'assemblea dei Cavalieri e, per un breve periodo, dal parlamento maltese, prima di essere chiusa per mantenere intatti gli arazzi.

Altre stanze degne di nota sono la Stanza di San Michele e San Giorgio (detta Sala del Trono), affrescata (1575-81) da Matteo da Lecce, usata per le riunioni del Gran Consiglio, la Sala Gialla, utilizzata dai paggi dell'Ordine e la Stanza dell'Ambasciatore o Sala Rossa, ricoperta di tappezzeria rossa e utilizzata per ricevere gli ambasciatori. Quest'ultima stanza contiene vari ritratti di nobili e dignitari, tra cui Caterina II di Russia, Luigi XVI di Antoine Callet, Frederick Langreve e altri.

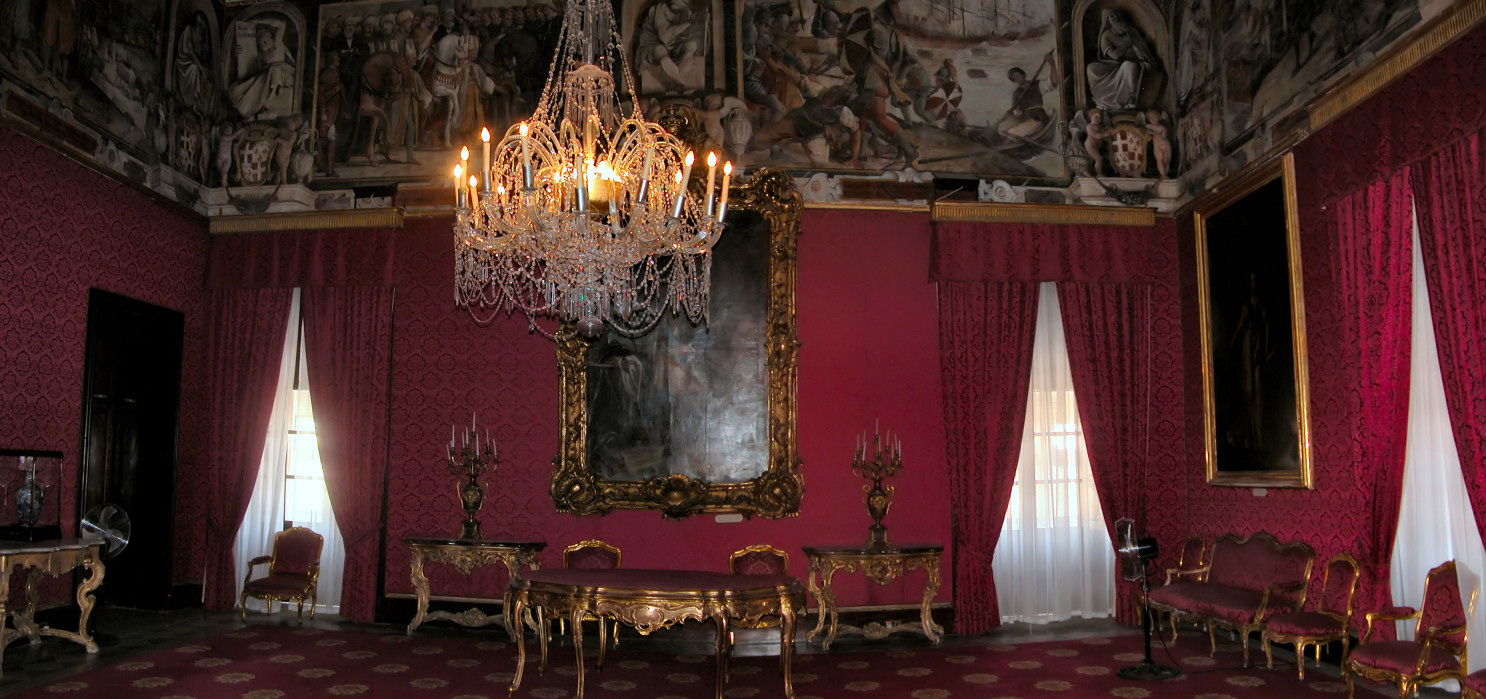
La Sala Rossa